# Museum Frieder Burda

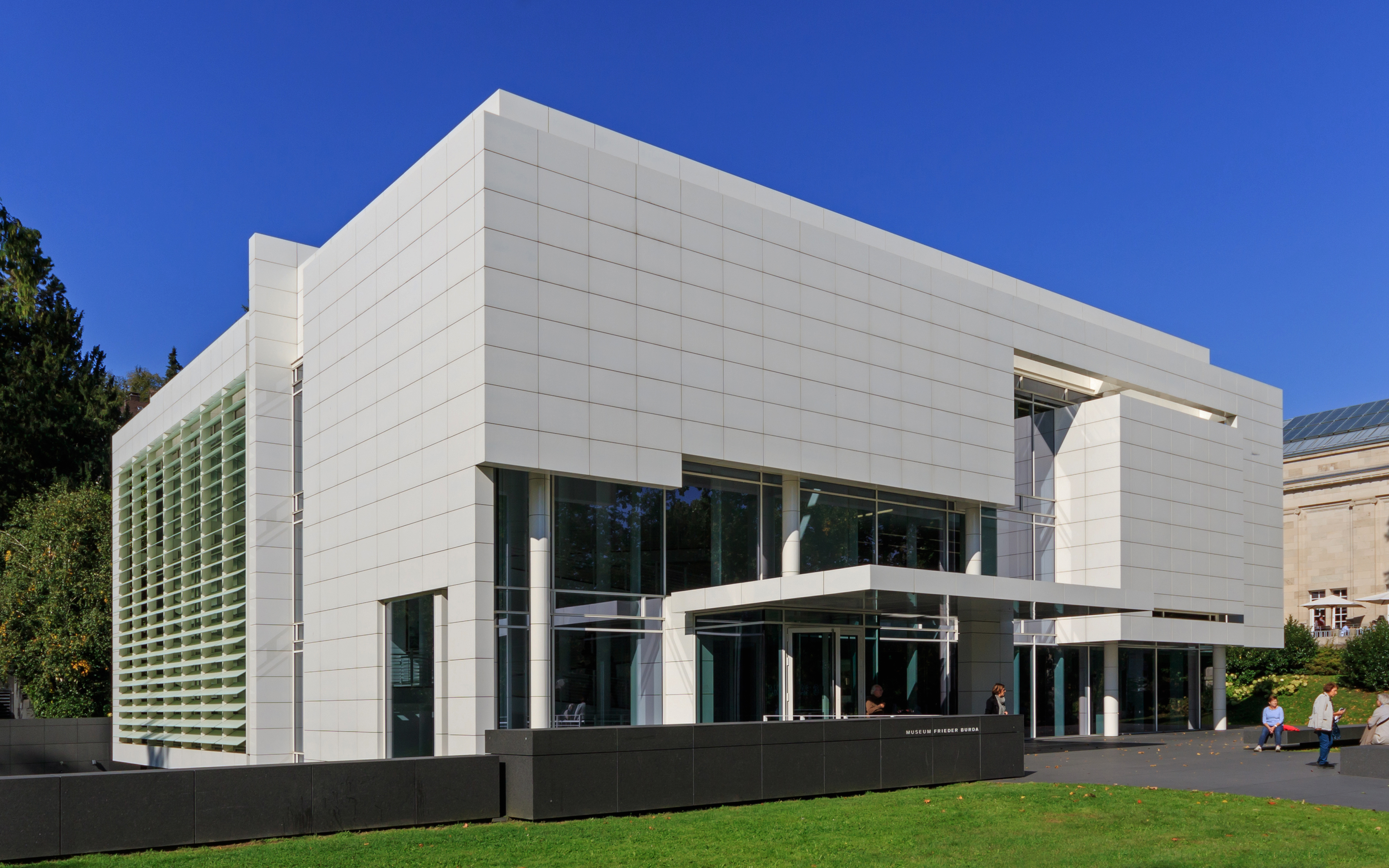
Museum Frieder Burda (2015)

Das Museum Frieder Burda ist ein Kunstmuseum in Baden-Baden, das nach einem Entwurf des Architekten Richard Meier errichtet und im Oktober 2004 eröffnet wurde. Das private Sammlermuseum grenzt an die Kunsthalle Baden-Baden in der Lichtentaler Allee an. Neben Werken der Klassischen Moderne und der Zeitgenössischen Kunst aus der Sammlung des Bauherren und Stifters Frieder Burda werden regelmäßig Sonderausstellungen gezeigt.

## Frieder Burda Stiftung, Vorstand und Museumsleitung
Damit Frieder Burda seine Kunstsammlung bewahren und der Öffentlichkeit zugänglich machen konnte, gründete er 1998 die „Stiftung Frieder Burda“. Der Zweck der Stiftung ist die Förderung von Kunst, Kultur und Wissenschaft. Ursprünglich plante er ein Museum für die „Sammlung Frieder Burda“ im südfranzösischen Mougins, dem letzten und langjährigen Wohnsitz von Pablo Picasso, wo auch Burda seinen Zweitwohnsitz hatte. Schlussendlich entschied er sich jedoch für einen Museumsneubau in Baden-Baden, seinem Erstwohnsitz. Die Stiftung kommt seit 2004 auch in vollem Umfang für dessen laufende Kosten auf.
Unter Stiftungsvorstand Frieder Burda war Klaus Gallwitz von 2004 bis 2006 Gründungsdirektor, ihm folgte als Intendant Götz Adriani und ab 2014 Helmut Friedel. Im Mai 2017 ernannte der im Sommer 2019 verstorbene Frieder Burda den Museumsmanager Henning Schaper zum Direktor und berief ihn zusätzlich in den Stiftungsvorstand, in dem auch Elke Burda und ihr Sohn Dominic Kamp vertreten sind. Die Verantwortung für seine Sammlung hatte Frieder Burda zuletzt an seine Stieftochter Patricia Kamp abgegeben, die bereits 2016 in der ehemaligen Jüdischen Mädchenschule Berlin die Dependance „Berliner Salon“ des Museums Frieder Burda eröffnete.
Seit 2024 wird das Museum von Daniel Zamani (künstlerisch) und Florian Trott (kaufmännisch) geleitet.

## Architektur

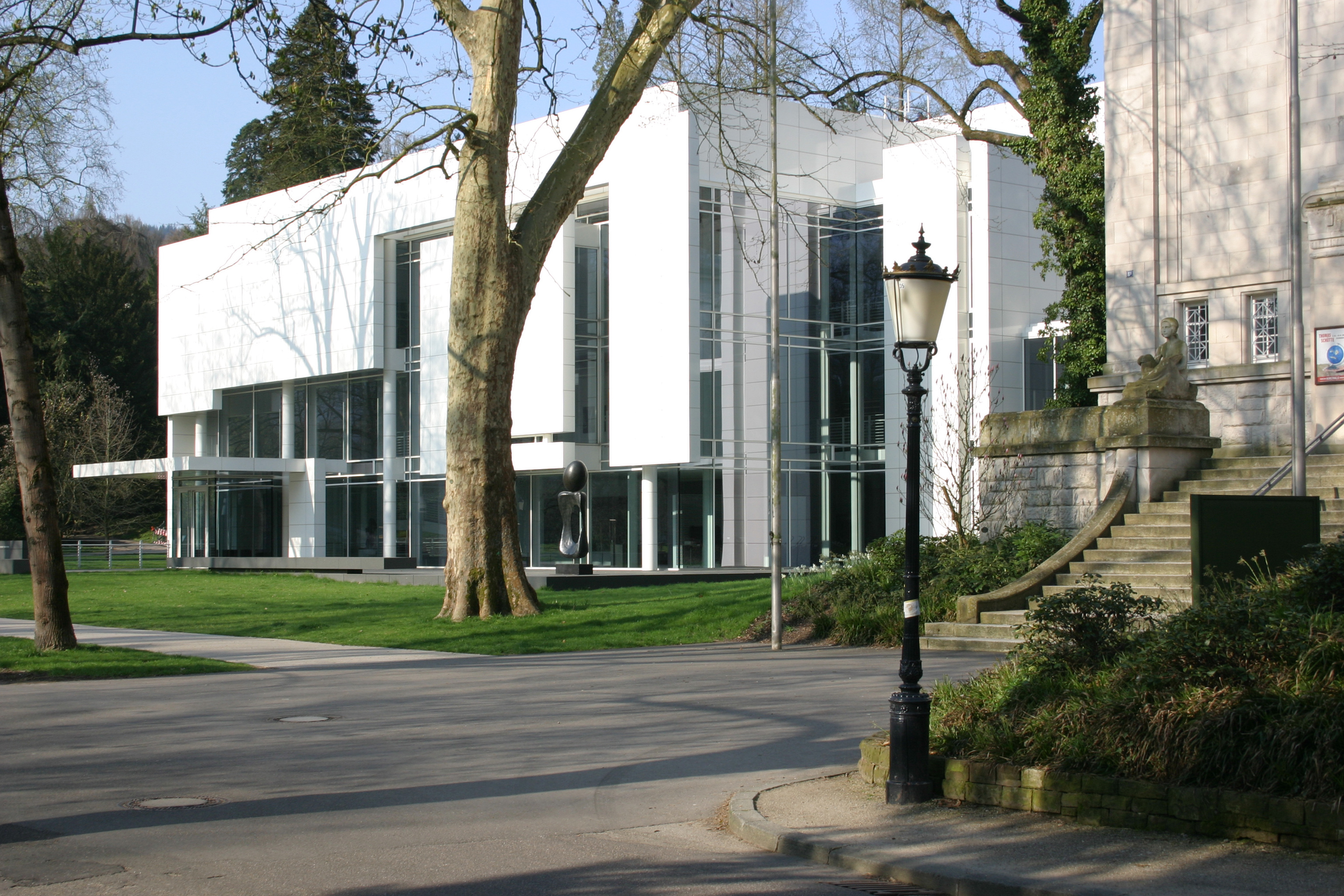
Ansicht von der Lichtentaler Allee mit dem Eingangsbereich der Staatlichen Kunsthalle (2006)

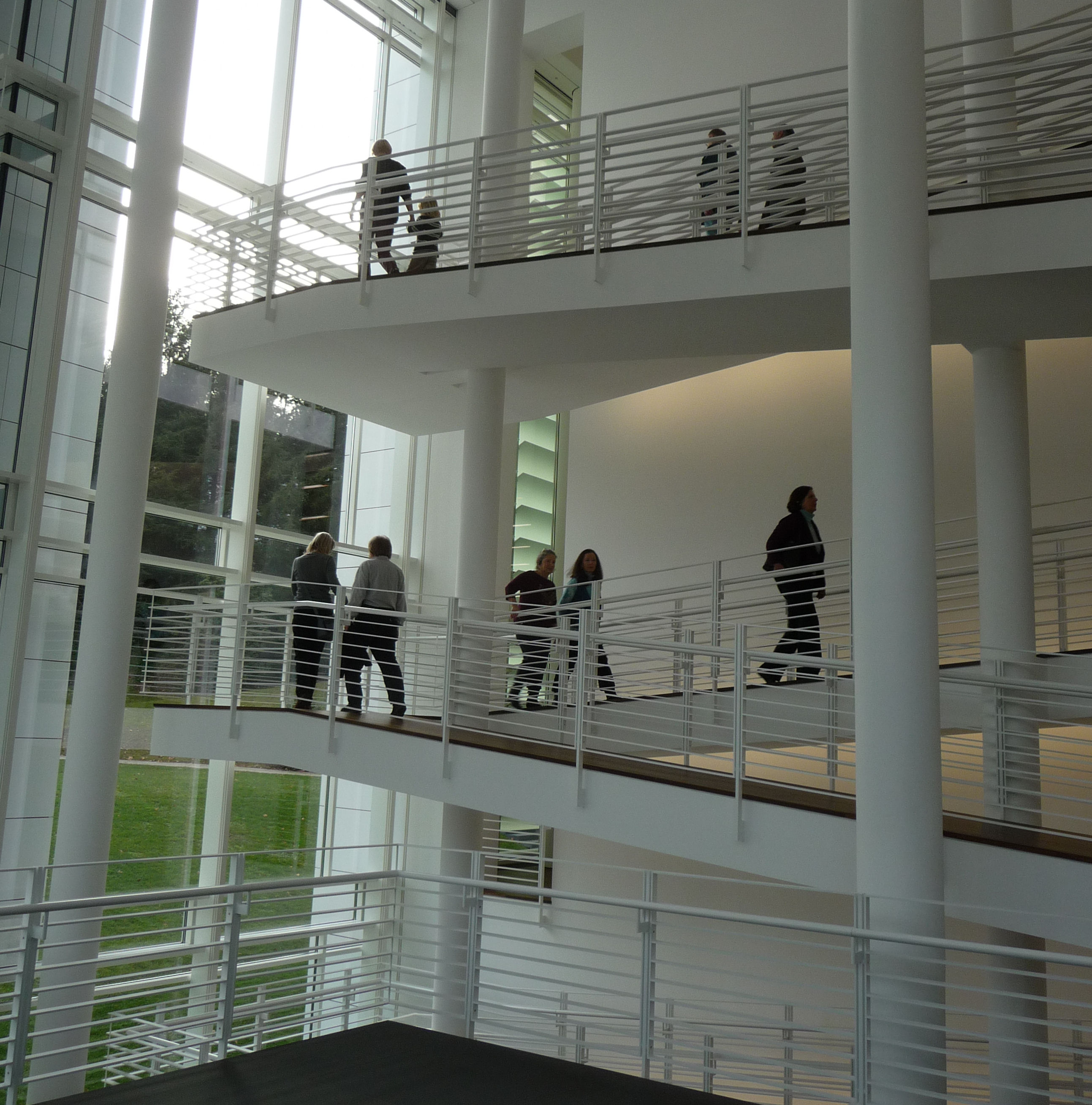
Die Rampe

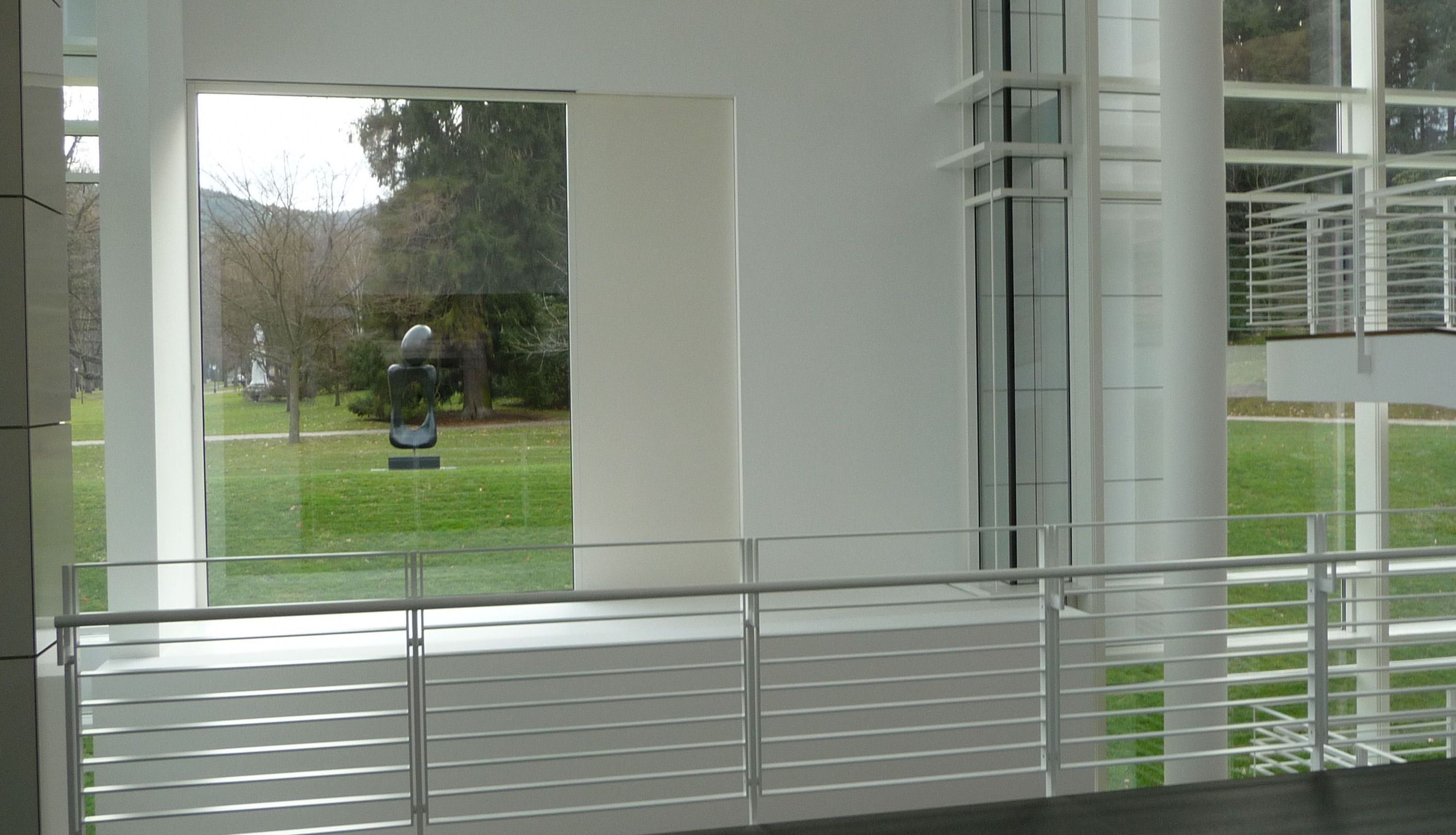
Blick aus dem Museum in die Parkanlagen der Lichtentaler Allee

Der amerikanische Architekt Richard Meier hat einen lichten, offenen Bau mit zwei großen Sälen, zwei Kabinetten und einem Souterrain entworfen. Die drei Geschosse werden wie in älteren Museumsbauten Meiers über begehbare Rampen erschlossen. Mit dem um 100 Jahre älteren Bau der Staatlichen Kunsthalle von Hermann Billing, dessen Abfolge kleinerer und größerer Räume bis heute als besonders gelungenes Beispiel wohl proportionierter und funktionaler Museumsarchitektur gilt, ist das Museum durch eine gläserne Brücke verbunden; auch inhaltlich ist die Brücke Programm: Es finden gemeinsame Ausstellungen statt, die sich über beide Museen erstrecken.
Der Neubau mit rund 1000 Quadratmeter Ausstellungsfläche hat etwa 15 Millionen Euro gekostet. Für den zweijährigen Bau kamen keine öffentlichen Mittel zum Einsatz. Der Bau des Museums wurde vor Ort durch den Baden-Badener Architekten Peter W. Kruse betreut.
Nachdem das Bauprojekt und die ersten Pläne des Basler Architekturbüros Steib+Steib zur Errichtung des privaten Sammlermuseums aufgrund der Überbauung eines Teiles der historischen Parkanlagen der Lichtentaler Allee lange umstritten waren, stieß die harmonische Einbindung des offenen Baukörpers in die Allee nach Vollendung des Projekts von Richard Meier auf weite Zustimmung.

### Auszeichnungen
- Royal Institute of British Architects RIBA European Awards (2006)
- Institute Honor Award for Architecture (2006)
- Anerkennung zum Deutschen Architekturpreis (2005)
- American Institute of Architects (AIA) New York Chapter Design Award (2005)

## Sammlung und Ausstellungen
Die Sammlung Frieder Burda umfasst aktuell etwa 1.000 Werke der klassischen Moderne und der zeitgenössischen Kunst, darunter Gemälde, Skulpturen, Objekte und Arbeiten auf Papier. Die Schwerpunkte liegen bei: Deutscher Expressionismus, Abstrakter Expressionismus, Deutsche Malerei ab 1960, Picasso, Malerei ab 1990. Bei der Museumseröffnung war die Sammlung zum ersten Mal in ihren wichtigsten Schwerpunkten zu sehen. Rund 150 von damals insgesamt 550 Kunstwerken umfasste die Eröffnungsausstellung im Neubau und der angrenzenden Staatlichen Kunsthalle Baden-Baden.
Im Mai 2015 gab das Museum das Bild No. 36 (Black Stripe) (1958) von Mark Rothko zu Christie’s in die New Yorker Auktion, wo es von einem unbekannten Bieter für 40,485 Millionen US-Dollar ersteigert wurde. Das Museum besitzt danach noch zwei Bilder aus Rothkos Frühwerk.

### In der Sammlung vertretene Künstler
Auswahl
| - Georg Baselitz - Max Beckmann - John Chamberlain - Adolph Gottlieb - Alexej von Jawlensky - Anselm Kiefer - Ernst Ludwig Kirchner - Karin Kneffel - Willem de Kooning - Dieter Krieg | - Markus Lüpertz - August Macke - Markus Oehlen - Pablo Picasso - Sigmar Polke - Jackson Pollock - Gerhard Richter - Mark Rothko - Eugen Schönebeck - Clyfford Still |

### Skulptur
Auswahl
| - Hans Arp - Stephan Balkenhol - Barry Flanagan - Isa Genzken - Anton Henning - Imi Knoebel - Henri Laurens - Wilhelm Lehmbruck | - Jacques Lipchitz - Joan Miró - A. R. Penck - Arnulf Rainer - Niki de Saint-Phalle - Günther Uecker - Bernar Venet |

### Sonderausstellungen

#### 2004
- Eröffnungsausstellung Sammlung Frieder Burda (23. Oktober 2004 bis 20. Februar 2005)

#### 2005
- Bilderwechsel
- Max Beckmann – Bilder aus Baden-Baden
- Bilderwechsel III – Amerikanische Malerei

#### 2006
- Von Mougins nach Baden-Baden – Der späte Picasso
- Bilderwechsel IV – Der deutsche Expressionismus
- Neue Malerei. Erwerbungen 2002–2005
- Chagall in neuem Licht
- Einblicke. Werke aus der Sammlung Frieder Burda
- Bibel Bilder. Arnulf Rainer – Gustave Doré

#### 2007
- Polke – Eine Retrospektive. Die Sammlungen Frieder Burda, Josef Froehlich und Reiner Speck
- Warhol • Rauschenberg • Lichtenstein • Twombly • Kiefer – Die Sammlung Erich Marx in Baden-Baden
- Deutsche und Amerikanische Malerei. Aus der Sammlung Frieder Burda

#### 2008
- Gerhard Richter. Bilder aus privaten Sammlungen
- Barbara Klemm. Künstlerportraits
- Böhmen liegt am Meer. Werke aus der Sammlung Frieder Burda
- Udo Lindenberg. SWR3 New Pop Art Künstler 2008
- Die Skulpturen der Maler. Les Peintres-Sculpteurs
- Natur. Zeitgenössische Kunst aus der Altana Kunstsammlung

#### 2009
- Von Dürer bis Tizian, von Rubens bis Velázquez – Die Künstler der Kaiser (20. Februar bis 14. Juni 2009), Kurator: Götz Adriani
- Der Blaue Reiter (27. Juni bis 11. Oktober 2009), Kurator: Helmut Friedel (Lenbachhaus München)
- Georg Baselitz – Retrospektive (50 Jahre Malerei, 30 Jahre Skulptur) (21. November 2009 bis 14. März 2010)
 in Zusammenarbeit mit der Staatlichen Kunsthalle Baden-Baden, Kurator: Götz Adriani

#### 2010
- Die Bilder tun was mit mir … Einblicke in die Sammlung (25. März bis 20. Juni 2010)
- Miró. Die Farben der Poesie (2. Juli bis 14. November 2010) Kurator: Jean-Louis Prat
- Aya Takano. SWR3 New Pop Art Künstler 2010 (23. September bis 14. November 2010)
- Hommage an Sigmar Polke
- Duane Hanson / Gregory Crewdson. Unheimliche Wirklichkeiten (27. November 2010 bis 6. März 2011) Kuratoren: Götz Adriani und Patricia Kamp

#### 2011
- Lebenslinien – Stationen einer Sammlung. Das Ausstellungsposter zeigt das erste von Burda erworbene Bild von Lucio Fontana. Burda zeigt zu seinem 75. Geburtstag eine persönliche Auswahl aus seiner großen Sammlung und damit der Kunst im 20. Jahrhundert.
- Neo Rauch. (28. Mai bis 18. September 2011)
- Anselm Kiefer. Ausgewählte Arbeiten aus der Sammlung Grothe (7. Oktober 2011 bis 5. Februar 2012)

#### 2012
- Copley (18. Februar bis 10. Juni 2012)
- Léger-Laurens „Tête-à-Tête“ (23. Juni bis 4. November 2012)[20]
- Menschenbilder (15. November 2012 bis 6. Januar 2013)

#### 2013
- Matta. Fiktionen (19. Januar bis 2. Juni 2013)
- Emil Nolde – Die Pracht der Farben (15. Juni bis 13. Oktober 2013)
- Franz Gertsch. Geheimnis Natur (26. Oktober 2013 bis 16. Februar 2014)

#### 2014
- JR (1. März bis 29. Juni 2014)
- 40|10. 40 Jahre Sammlung – 10 Jahre Museum Frieder Burda (12. Juli bis 26. Oktober 2014)
- 40|10 Bilderwechsel (8. November 2014 bis 15. Februar 2015)

#### 2015
- Georg Baselitz (28. Februar bis 3. Mai 2015)
- Heinz Mack Licht Schatten (16. Mai bis 20. September 2015)
- Andreas Gursky (3. Oktober 2015 bis 24. Januar 2016)[21]

#### 2016
- Gerhard Richter: Birkenau (vierteiliges Werk)[22] (6. Februar bis 28. Mai 2016)
- Katharina Grosse (11. Juni bis 9. Oktober 2016)
- Die Kerze (22. Oktober 2016 bis 29. Januar 2017)

#### 2017
- Sigmar Polke Alchemie und Arabeske (Kurator Helmut Friedel) (11. Februar bis 25. Juni 2017)
- Rodney Graham. Lightboxes (8. Juli bis 26. November 2017)
- America America! How real is real? (Kurator Helmut Friedel) (9. Dezember 2017 bis 21. Mai 2018)

#### 2018
- James Turrell. (9. Juni bis 28. Oktober 2018)
- Die Brücke 1905–1914 (17. November 2018 bis 24. März 2019)

#### 2019
- Banksy „Love is in the Bin“[23][24][25]
- Ensemble, Centre Pompidou - Museum Frieder Burda (6. April bis 29. September 2019)[26]
- Karin Kneffel (12. Oktober 2019 – 8. März 2020)[27][28]
- Sonia Gomes. I Rise - I'am a black Ocean, leaping and wide (12. Oktober 2019 – 8. März 2020)[29][30]

#### 2020
- Die Bilder der Brüder. Eine Sammlungsgeschichte der Familie Burda (12. Mai – 4. Oktober 2020)[31]; Bilder aus den Sammlungen von Franz Burda, Frieder Burda und Hubert Burda und Carl Ostendarp (12. Mai – 4. Oktober 2020)[32]
- Pierre Soulages (17. Oktober 2020 – 28. Februar 2021)[33]

#### 2021
- Impressionismus in Russland. Aufbruch zur Avantgarde (27. März – 15. August 2021)[34][35]
- Katharina Sieverding. Die Sonne um Mitternacht schauen (28. August 2021 – 9. Januar 2022)[36]

#### 2022
- Margaret und Christine Wertheim. Wert und Wandel der Korallen (29. Januar – 26. Juni 2022)[37]
- Die Maler des Heiligen Herzens. André Bauchant, Camille Bombois, Seraphine Louis, Henri Rousseau, und Louis Vivin (16. Juli – 20. November 2022)
- Transformers. Meisterwerke der Sammlung Frieder Burda im Dialog mit künstlichen Wesen (10. Dezember 2022 – 30. April 2023)[38]

#### 2023
- Der König ist tot, lang lebe die Königin (13. Mai – 8. Oktober 2023).[39] Hiba Alansari | Thuraya Al-Baqsami | Monira Al Qadiri | Rosa Barba | Alexandra Bircken | Monica Bonvicini | Leda Bourgogne | Kerstin Brätsch | Tania Bruguera | Ceal Floyer | Galli | Asta Gröting | Roey Victoria Heifetz | Almut Heise | Leila Hekmat | Leiko Ikemura | Anne Imhof | Annette Kelm | Conny Maier | Heidi Manthey | Beatriz Morales | Sara Nabil | Helga Paris | Adrian Piper | Lin May Saeed | Karin Sander | Julia Scher | Marianna Simnett | Sturtevant | Rosemarie Trockel | Patricia Waller
- Nicolas Party. When Tomorrow Comes (4. November 2023 – 18. Februar 2024)[40][41][42]
- ImPOSSIBLE (2. März – 26. Mai 2024)[43][44][45]

#### 2024
- I Feel the Earth Whisper. Bianca Bondi, Julian Charrière, Sam Falls und Ernesto Neto kuratiert von Patricia Kamp und Jérôme Sans (15. Juni – 3. November)[46][47]
- Yoshitomo Nara (23. November 2024 – 27. April 2025)[48][49][50][51]

## Salon Berlin
Der Salon Berlin wurde am 14. Oktober 2016 in der Auguststraße 11–13 in Berlin eröffnet und war ein Projektraum des Museum Frieder Burda. Unter Leitung von Patricia Kamp stellte er Aspekte aus Museumsprogramm und Sammlung Frieder Burda vor und war als „Experimentierfeld“ gemeint.